# تشم يوسف علي
تشم يوسف‌ علي هي قرية في مقاطعة لنجان، إيران. عدد سكان هذه القرية هو 1,630 في سنة 2006.